# Дженіаґарда
Дженіаґарда (англ. Jennyanydots) — вигаданий персонаж з поетичної збірки «Котознавство від Старого Опосума» (1939) Томаса Еліота. Також одна з головних персонажів мюзиклу «Коти» Е. Ллойда Веббера. Дженіаґарда як годиться медовим кицям відзначається лінощами впродовж дня, але в нічну пору стає дуже активною та володарює над мишами та тарганами, навчаючи їх та приборкуючи їхні деструктивні звички.
У мюзиклі Дженіаґарда танцює свою знамениту чечітку. У театральній постановці Вест-Енду її зіграла Міра Сендс, а під час бродвейської постановки 1982 року роль Дженіаґарди виконала Анна МакНілі. У фільмі «Кішки» (2019) її зобразила Ребел Вілсон.

## Персонаж
Дженіаґарда — титулярний персонаж вірша «Порядна Кішка Ґамбі»; «добродійка едвардіанськох епохи» , яка любить доводити все до порядку. Впродовж дня вона лише сидить і сидить, через що її людська сім'я вважає, що їй притаманні лише лінощі. Однак, коли погасне день і всі поснуть, Дженіаґарда вирушає на «роботу», на якій приборкує і навчає хатніх шкідників. Зокрема, вчить мишей музики, плете і вишиває, створює з тарганів пластунський загін «і вже під музику „бітлів“ шикує ґамбі тарганів!» У мюзиклі Дженіаґарда влаштовує показовий виступ тарганів, що танцюють чечітку. Дженіаґарда також дуже турбується про кошенят і не дозволяє їм спілкуватись з Ґрізабеллою, яка, однак, під кінець мюзиклу знову повертається до їхнього зграї.
Під час виконання титулярної пісні — «Порядна Кішка Ґамбі» — Дженіаґарда виконує головну роль, танцюючи чечітку разом з тарганами. Пісню виконує Манкустрап та «Тріо ґамбі» (Бомбаруліна, Деметра і Джелла-цариця). Під час виступу Дженіаґарда також знімає з себе дебелий костюм, що робив її гладкою, і показує жовто-оранджевий костюм у стилі флепперок.
Дженіаґарда — кішка таббі з плямистим ворсом, як в леопарда, і тигровими смугами. ЇЇ вокальна частина виконується голосом сопрано.

## Відомі втілення
1981 року у постановці на театральній сцені Вест-Енду Дженіаґарду зіграла Міра Сендс.На Бродвеї (1982), Дженіаґарду втілила Анна МакНілі, а 2016 року — Елуїз Кропп.
На широкому екрані Дженіаґарду зіграла Сюзі МакКенна (фільм 1998 року), а також Ребел Вільсон для екранізації 2019 року — «Кішки».